# Bollsjön, Västergötland
Bollsjön är en sjö i Tranemo kommun i Västergötland och ingår i Ätrans huvudavrinningsområde. Sjön har en area på 0,0917 kvadratkilometer och ligger 220,7 meter över havet.

## Delavrinningsområde
Bollsjön ingår i det delavrinningsområde (636845-135844) som SMHI kallar för Namn saknas. Medelhöjden är 229 meter över havet och ytan är 29,96 kvadratkilometer. Räknas de 2 avrinningsområdena uppströms in blir den ackumulerade arean 52,96 kvadratkilometer. Musån som avvattnar avrinningsområdet har biflödesordning 3, vilket innebär att vattnet flödar genom totalt 3 vattendrag innan det når havet efter 136 kilometer. Avrinningsområdet består  mestadels av skog (71 procent) och sankmarker (20 procent). Avrinningsområdet har 0,35 kvadratkilometer vattenytor vilket ger det en sjöprocent på 1,2 procent.